# 722-я противотанковая вертолётная эскадрилья
722-я противотанковая вертолётная эскадрилья (сербохорв. 722. protivoklopna helikopterska eskadrila / 722. противоклопна хеликоптерска ескадрила) — вертолётная эскадрилья военно-воздушных сил и войск ПВО СФРЮ. Образована в феврале 1954 года как 27-я вертолётная эскадрилья (сербохорв. 27. helikopterska eskadrila / 27. хеликоптерска ескадрила). Первое в истории ВВС Югославии вертолётное подразделение.

## История
16 июля 1953 года был подписан приказ об образовании 27-й вертолётной эскадрильи, что было осуществлено на аэродроме Панчево ВВС Югославии. На вооружении эскадрильи были американские вертолёты Westland-Sikorsky WS-51 Mk.1b Dragonfly, сделанные в Великобритании по лицензии. Ожидалось, что эскадрилья будет отдельной, однако её ввели в состав 119-го транспортного авиационного полка. 31 марта 1954 года показательный полёт на новом вертолёте совершил капитан Йович специально для президента и маршала СФРЮ Иосипа Броза Тито. Из-за проблем с матчастью в распоряжение эскадрильи передали ещё два вертолёта Agusta Bell 47J из авиакомпании JAT.
В 1961 году, согласно плану реорганизации югославских ВВС «Дрвар», внедрялась новая система обозначения эскадрилий, и эскадрилья получила новое обозначение — 783-я вертолётная эскадрилья (сербохорв. 783. helikopterska eskadrila / 783. хеликоптерска ескадрила). В том же году новой базой эскадрильи стал сначала Земун, а затем и военный аэродром Батайница. В 1965 году все вертолёты типа Dragonfly были переданы 782-й вертолётной эскадрилье, поэтому до 1967 года на вооружении 783-й были только Agusta Bell 47J. По приказу с 17 февраля 1966 года эскадрилья перебазировалась на аэродром Ниш, войдя в состав 107-го вспомогательного авиационного полка, а в том же году произведённые по лицензии в Югославии вертолёты Westland SOKO S-55 появились в эскадрилье.
107-й полк с ноября 1973 года находился на аэродроме Мостар. Оригинальные S-55 были заменены сделанными по лицензии лёгкими вертолётами Soko SA.341 Gazelle. С 1988 года часть стала называться 722-я противотанковая вертолётная эскадрилья, поскольку на её вооружение были приняты вертолёты Gazelle Gama с противотанковым вооружением. Эскадрилья участвовала в боевых операциях во время войны в Хорватии. Расформирована 28 июня 1991 года, большая часть оборудования и личного состава перешли 97-му вертолётному полку.

## Аэродромы
- Панчево[англ.] (1954–1961)
- Земун (1961–1962)
- Батайница (1962–1966)
- Ниш (1966–1973)
- Мостар (1973–1991)

## Вертолёты
- Westland WS-51 Mk.1b Dragonfly[англ.] (1954–1965)
- Agusta Bell 47J (1960–1967)
- Westland (SOKO) S-55 (1966–1973)
- Soko SA.341 Gazelle/SA.342 Gama (1973–1991)